# Лейпясуо (платформа)
Ле́йпясуо (до 1918 г. — Голицынская, до 1929 г. — Эйюряпяя) — платформа на Выборгском направлении Санкт-Петербургского отделения Октябрьской железной дороги. Расположена между станциями Кирилловское и Гаврилово на двухпутном участке. Имеет 2 платформы и билетную кассу, по состоянию на 2016 год закрытую. Вокруг станции находится небольшой одноимённый посёлок. Станция электрифицирована в 1969 году в составе участка Кирилловское — Выборг. Реконструирована под скоростное движение в 2000-х годах, до реконструкции станция имела одну островную платформу. На станции имеют остановку все проходящие через неё пригородные электропоезда, кроме поездов повышенной комфортности. Платформой пользуются в основном дачники и жители близлежащего посёлка.